# Frederick N. Funston

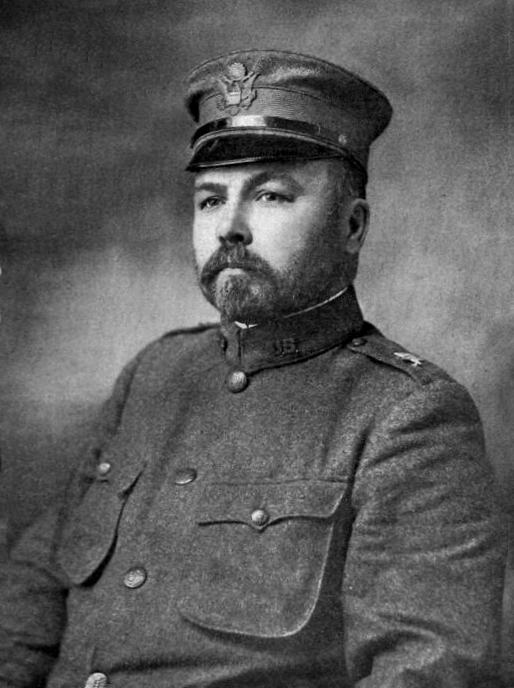
Frederick Funston, 1906

Frederick N. Funston (* 11. September 1865 in New Carlisle, Ohio; † 19. Februar 1917 in San Antonio, Texas) war ein US-amerikanischer Offizier der United States Army, zuletzt Major General. Er war ein Held des Philippinisch-Amerikanischen Krieges und Träger der Medal of Honor und war bis zu seinem frühen Tod erster Kandidat für die Leitung der American Expeditionary Forces im Ersten Weltkrieg, die dann an John J. Pershing fiel.

## Leben
Funston wurde als Sohn des Offiziers in der Unionsarmee und späteren republikanischen Kongressabgeordneten Edward H. Funston geboren. Seine Familie zog 1868 ins Allen County von Kansas, wo er die High School in Iola besuchte. 1884 bewarb sich Funston erfolglos um die Aufnahme in der Militärakademie West Point und besuchte danach für zwei Semester die University of Kansas, ohne einen Abschluss zu machen. An der Universität schloss er eine lebenslange Freundschaft mit dem späteren Pulitzer-Preisträger William Allen White und dem Biologen Vernon L. Kellogg. In den folgenden Jahren arbeitete unter anderem er als Bahnbediensteter am Santa Fe Trail sowie als Journalist in Arkansas.

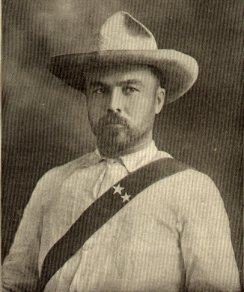
Funston in der Uniform eines kubanischen Aufständischen

1890 trat Funston in die Dienste des Department of Agriculture und verbrachte die folgenden Jahre auf Expeditionen in den Westen der USA, darunter in die Dakota Badlands, ins Death Valley, ins Yosemite Valley und nach Alaska. Im Kubanischen Unabhängigkeitskrieg kämpfte er ab 1896 auf Seiten der Aufständischen in mehr als 20 Gefechten gegen die Spanier. Nach seiner Rückkehr in die USA aufgrund einer schweren Malaria-Erkrankung wurde er nach dem Ausbruch des Spanisch-Amerikanischen Krieges als Colonel der Freiwilligen Kommandeur des 20th Kansas Regiment („Kansas Scarecrows“). Das Regiment wurde in Topeka auf seinen Kriegseinsatz vorbereitet, wurde aber nach dem Ende des Krieges im August 1898 nach San Francisco verlegt, um von dort auf die neuerworbene Besitzung auf den Philippinen verschifft zu werden. Wenige Tage nach seiner Hochzeit mit Eda Blankart segelte sein Regiment von Kalifornien nach Manila ab.
In dem Anfang Februar 1899 mit der Schlacht um Manila ausgelösten Philippinisch-Amerikanischen Krieg war Funstons Regiment vor Ablauf des Jahres an 19 Gefechten beteiligt und erwarb sich den Spitznamen Fighting Twentieth. Funston wurde in einem der Gefechte um die Rebellenhauptstadt Malolos an der Hand verwundet und wurde nach seiner Genesung zum Brigadier General der Freiwilligen befördert. Für die Überquerung des Rio Grande de Pampanga bei Calumpit auf einem Floß am 27. April 1899 erhielt er später die höchste Militärauszeichnung der USA, die Congressional Medal of Honor. Er wurde nach seiner zeitweiligen Rückkehr in die USA mit dem Fighting Twentieth für seinen verdienstvollen Einsatz von General Arthur MacArthur für die Beförderung zum Major General der Freiwilligen vorgeschlagen. Funston, der eigentlich krankheitsbedingt ausgemustert werden sollte, kehrte bereits Ende 1899 auf die Philippinen zurück und übernahm ein Distriktskommando im nördlichen Luzon, wobei er häufig Feldoperationen leitete. Am 23. März 1901 gelang ihm sein wohl größter Erfolg im Guerillakrieg, als er den Rebellenführer Emilio Aguinaldo mittels eines Tricks in seinem Versteck in Palanan gefangen nahm. Hierfür wurde er im Rang eines Brigadier General in die Regular Army übernommen. Er war gerade 35 Jahre alt und damit der jüngste General der U.S. Army zu dieser Zeit.
Nach seiner krankheitsbedingten Abberufung von den Philippinen 1902 diente er als Befehlshaber mehrerer territorialer Departments der Army im Westen der USA. 1902 wurde er von Mark Twain in dessen sarkastischer Schrift A Defence of General Funston für sein Auftreten als Befürworter von Krieg und territorialer Expansion kritisiert. 1906 war er Befehlshaber des Department of California, als es dort am 18. April zum Großen San-Francisco-Erdbeben kam, und organisierte schnelle Hilfsmaßnahmen der Einheiten unter seinem Kommando. Von 1908 bis 1910 war er Kommandant der Army Service School in Fort Leavenworth. Anschließend diente er für drei Jahre als Befehlshaber des Department of Luzon auf den Philippinen und danach für einige Monate im Hawaiian Department. Im Frühjahr 1914 wurde er Kommandeur der US-Truppen bei der Besetzung von Veracruz. Im November 1914 wurde er zum Major General befördert.
1916 diente er als Befehlshaber des Southern Department an der mexikanischen Grenze, wo es vermehrt zu Übergriffen mexikanischer Rebellen auf amerikanisches Gebiet kam. Nach dem Überfall Pancho Villas auf die Kleinstadt Columbus in New Mexico am 9. März 1916 entsandte er mit Billigung des Präsidenten Woodrow Wilson den ihm unterstellten damaligen Brigadegeneral John J. Pershing auf die Mexikanische Expedition. Wilson und Kriegsminister Newton D. Baker favorisierten Funston als Leiter der Expeditionstruppen, sollte es zu einem Eingreifen der USA in den seit 1914 in Europa tobenden Ersten Weltkrieg kommen. Hierzu kam es aufgrund des frühen Todes Funstons nicht: Er erlag am 19. Februar 1917, weniger als zwei Monate vor der Kriegserklärung der USA an das Deutsche Reich, 51-jährig einem schweren Herzinfarkt. Sein Leichnam wurde sowohl im texanischen Alamo als auch in der City Hall von San Francisco aufgebahrt und auf dem San Francisco National Cemetery beerdigt. Nach ihm wurden unter anderem das Fort Funston im Norden San Franciscos, das Camp Funston in Kansas (heute Teil von Fort Riley) und drei Straßen benannt: in San Francisco, New Carlisle (Ohio) und in Fort Leavenworth, Kansas.

## Im Film
- Troy Montero spielte Funston 2012 im philippinischen Film El Presidente.
- Pablo Espinosa spielte Funston 1997 in der Serie Rough Riders.